# Detlef Kletzin
Detlef Kletzin (* 6. Juni 1950 in Dassow) ist ein ehemaliger in der DDR aktiver Radrennfahrer.

## Sportliche Laufbahn
Kletzin war im Straßenradsport aktiv. Er war mehrfacher DDR-Meister, so im Straßenrennen 1976 in Görlitz und in den Jahren 1973, 1974 und 1977 im Mannschaftszeitfahren mit seinem Verein ASK Vorwärts Frankfurt/Oder. Für den ASK war er von 1970 bis 1990 aktiv. Bei Weltmeisterschaften startete er einmal, 1973 wurde im Mannschaftszeitfahren mit dem Team der DDR Zehnter. Sein größter internationaler Erfolg war ein zweiter Platz bei der Bulgarien-Rundfahrt 1973, die damals in der 1. UCI-Kategorie für Amateurrundfahrten eingestuft war.
Kletzin nahm am Auswahlrennen 1976 in Falkenberg teil, das als Olympiaqualifikation ausgeschrieben war. Dort startete auch Wolfgang Lötzsch, der zu diesem Zeitpunkt in der DDR als Staatsfeind unter Beobachtung der Staatssicherheit stand und vom DRSV aus dem Leistungsclubbereich ausgeschlossen worden war. Lötzsch gewann das Rennen souverän. Die Funktionäre verboten den platzierten Fahrern zu Lötzsch aufs Podium zur Siegerehrung zu gehen. Detlef Kletzin, der zu den Platzierten gehörte, hatte als Einziger den Mut und die Courage, dem geächteten Sieger per Handschlag zu gratulieren. Noch am selben Abend wurde Kletzin für seine faire Geste aus der Nationalmannschaft ausgeschlossen.
Kletzin siegte 1978 zum Saisonauftakt im Rennen Berlin–Bad Freienwalde–Berlin.

## Berufliches
Kletzin arbeitet nach Beendigung seiner Laufbahnbis 1993 als Trainer in Frankfurt an der Oder, danach war er Bundeswehrangehöriger.